# Euphorbia leonardii
Euphorbia leonardii är en törelväxtart som först beskrevs av Derek George Burch, och fick sitt nu gällande namn av Radcl.-sm.. Euphorbia leonardii ingår i släktet törlar, och familjen törelväxter.
Artens utbredningsområde är Haiti. Inga underarter finns listade i Catalogue of Life.